# Alex Swings Oscar Sings

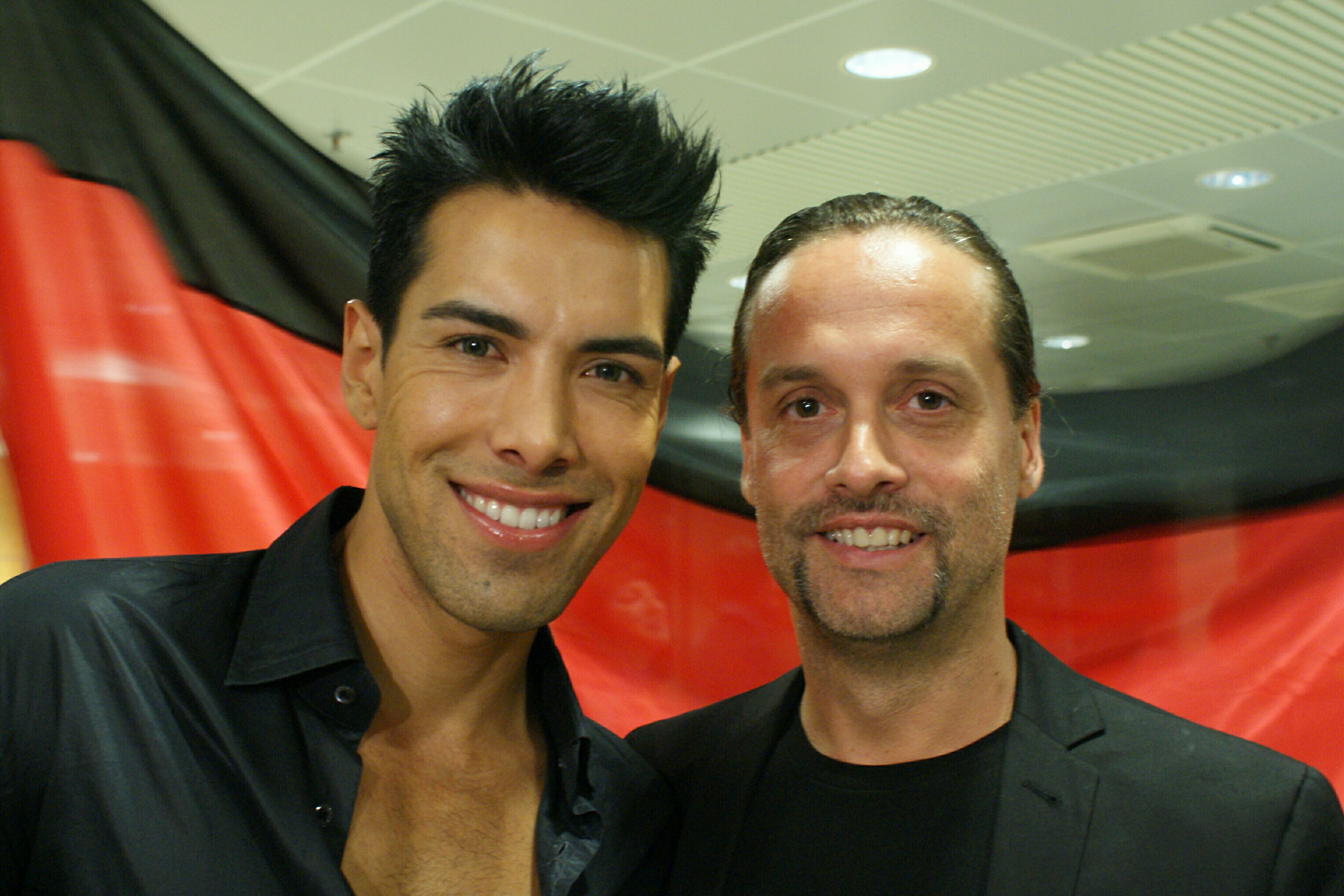
Alex Swings Oscar Sings

Alex Swings Oscar Sings is een gelegenheidheidsband voor Duitsland om aan het Eurovisiesongfestival 2009 deel te nemen. Voor het gezicht bestaat deze band uit Alex Christensen, Oscar Loya en Dita von Teese.

## Eurovisiesongfestival 2009
De band van de Duitse componist en auteur Alex Christensen (geboren op 7 april 1967 in Hamburg) (in Duitsland scoorde hij een hit met 'Du hast den schönsten Arsch der Welt') swingt met veel koper in de gelederen. Voor het zingen is de Amerikaan Oscar Loya (geboren in 1979, in Baja California, Californië) ingehuurd. 
Het was niet de eerste keer dat Duitsland zich op de 'swing' gooide. Bij het Eurovisiesongfestival 2007 deed Roger Cicero met een vergelijkbare act mee. Ditmaal wordt het liedje Miss Kiss Kiss Bang ten gehore gebracht.

## Dita von Teese
Om het nummer extra kracht bij te zetten zal de bekende danseres en naaktmodel Dita von Teese bij de act als "Miss Kiss Kiss Bang" uit de hoed worden getoverd. Net zoals Dima Bilan bij het Eurovisiesongfestival 2008 een wereldkampioen schaatser (Jevgeni Ploesjenko) inhuurde of Jade Ewen in dit festival op de piano begeleid zal gaan worden door Andrew Lloyd Webber, is hier sprake van een beroemde decoratie.